# Einrichtung der frühkindlichen Infrastruktur

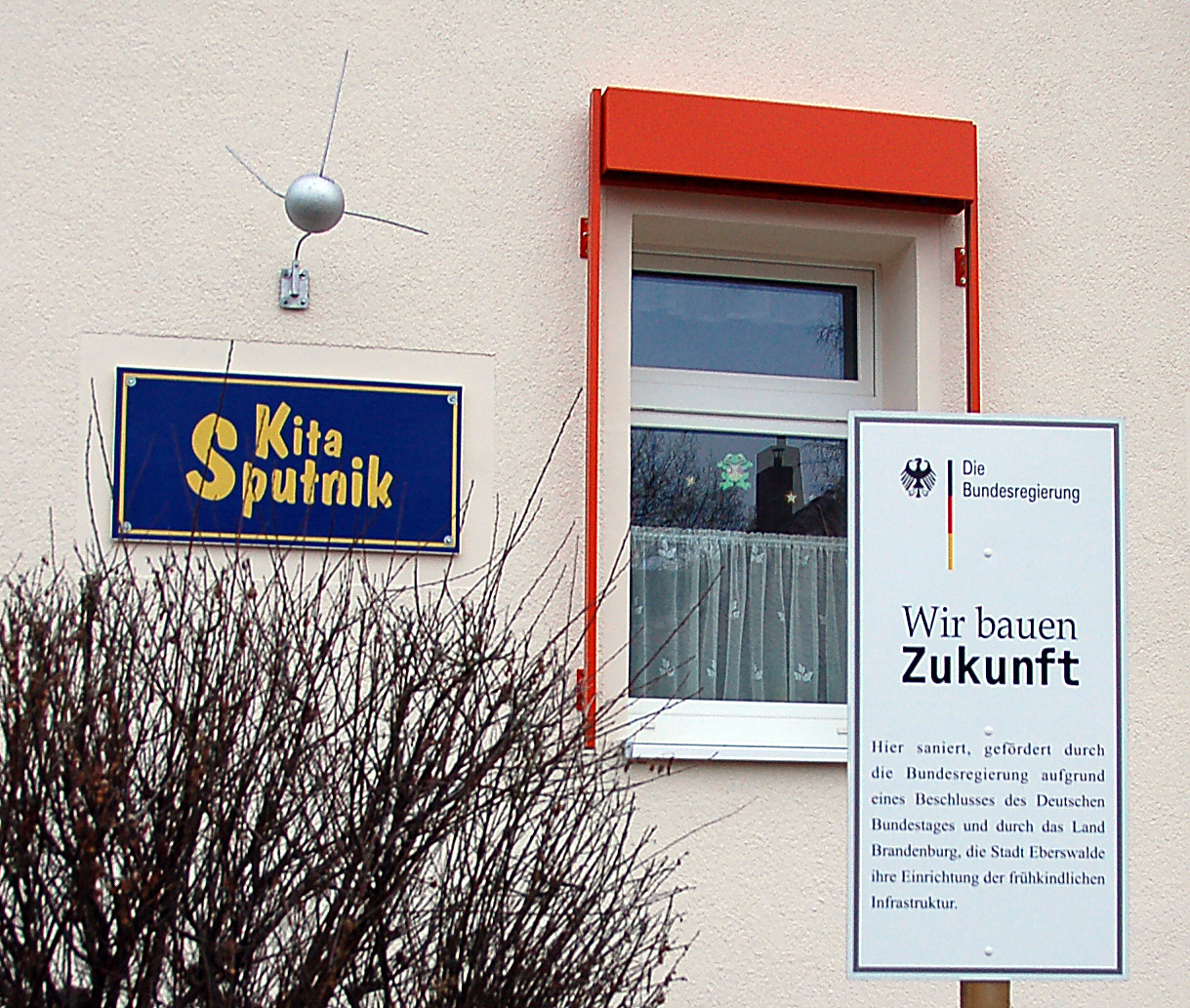
Einrichtung der frühkindlichen Infrastruktur

Unter Einrichtung der frühkindlichen Infrastruktur werden nach dem Zukunftsinvestitionsgesetz (ZuInvG) finanzierungswürdige Initiativen verstanden, deren Geldmittel aus Länderbesitz nicht gedeckt werden können. Die Finanzhilfen werden trägerneutral nach Maßgabe des Art. 104b des Grundgesetzes gewährt. Eine Definition des Begriffes „frühkindliche Infrastruktur“ ist vom Gesetzgeber nicht vorgesehen, es zeichnet sich eine großzügige Auslegung aller Maßnahmen rund um Kindergärten und Kindertagesstätten ab.